# Ted Kumpe
Ted Kumpe (1940) is een Nederlands bedrijfskundige, organisatieadviseur, en emeritus hoogleraar aan de Erasmus Universiteit en aan de Katholieke Universiteit Brabant. Hij heeft een bijdrage geleverd tot een verdere uitdieping van de sociotechniek in Nederland.
Kumpe studeerde wiskunde aan de San José State University in San Jose (Californië), en ging in de jaren 60 aan het werk in de industrie in diverse lijn- en staffuncties. In de jaren 80 werd hij deeltijd-hoogleraar aan de Erasmus Universiteit en aan de faculteit der Economische Wetenschappen van de Katholieke Universiteit Brabant. In de zomer van 2000 ging hij met emeritaat. In de jaren 90 werkte verder samen met Piet Bolwijn als managementconsultant bij Philips, met wie hij ook diverse boeken schreef.

## Publicaties
Kumpe publiceerde verschillende boeken, en enkele tientallen artikelen in diverse tijdschriften, waaronder Harvard Business Review, The McKinsey Quarterly en Research Technology Management.
- 1985. Over ondernemen en industrieel elan
- 1991. Marktgericht ondernemen : management van continuïteit en vernieuwing Met Piet Bolwijn
- 1993. Management in stukken : ondernemen in de jaren negentig
- 1994. Terug naar af? : produktie, industrie en maatschappij in geheel vrije markten
- 1997. Excellent presteren: mythe of werkelijkheid? : resultaten van een wereldwijd onderzoek naar de operationele prestaties van indust[r]iële ondernemingen. Met Q.H. van Breukelen.
- 2000. Benchmarken van industriële processen : resultaten van een wereldwijd onderzoek naar de operationele prestaties van industrieën. Met Q.H. van Breukelen.